# Euphyia ruficorpus
Euphyia ruficorpus är en fjärilsart som beskrevs av Paul Dognin 1906. Euphyia ruficorpus ingår i släktet Euphyia och familjen mätare. Inga underarter finns listade i Catalogue of Life.